# Пежхали (Пшасниський повіт)
Пежхали (пол. Pierzchały) — село в Польщі, у гміні Черниці-Борові Пшасниського повіту Мазовецького воєводства.
Населення — 60 осіб (2011).
У 1975-1998 роках село належало до Цехановського воєводства.

## Демографія
Демографічна структура станом на 31 березня 2011 року:
|          | Загалом | Допрацездатний вік | Працездатний вік | Постпрацездатний вік |
| -------- | ------- | ------------------ | ---------------- | -------------------- |
| Чоловіки | 34      | 13                 | 19               | 2                    |
| Жінки    | 26      | 5                  | 13               | 8                    |
| Разом    | 60      | 18                 | 32               | 10                   |